# Barber (fisk)
Barber (Puntius) är ett släkte med ett 140-tal arter av små sötvattensfiskar. Många av arterna förekommer som akvariefiskar, exempelvis tigerbarb och praktbarb.